# Einblick
einblick ist der vierzehntäglich erscheinende Newsletter des Deutschen Gewerkschaftsbundes (DGB). Er richtet sich an haupt- und ehrenamtliche Mitarbeiter des DGB und seiner Gewerkschaften sowie an Multiplikatoren in Politik, Medien, Verbänden und Wirtschaft.
Die Printversion des einblick umfasst acht Seiten mit gewerkschaftsrelevanten und politischen Themen sowie einen Rechtsbeihefter mit aktuellen Urteilen zum Arbeitsrecht (eine Seite A4). Neben der Printversion erscheint der einblick auch als PDF. Sowohl das Abonnement der Printversion als auch das PDF-Abonnement per E-Mail sind kostenfrei. Die Druckauflage beträgt 14.100 Exemplare (1. Quartal 2008).
Der einblick erscheint seit 1998.